# Paradoxul lui Russell

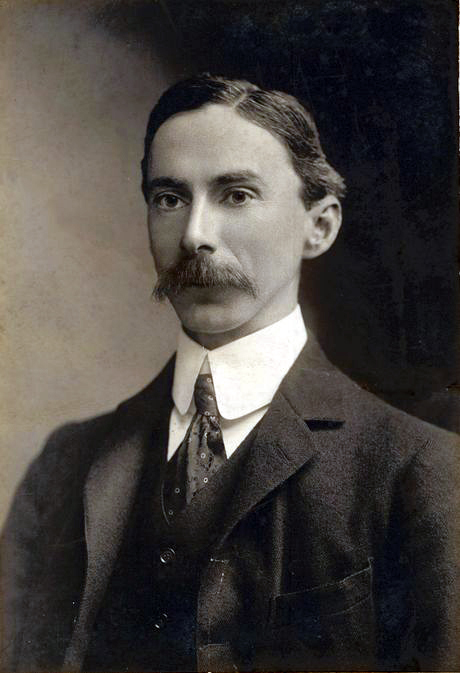
Bertrand Russell, filozof, matematician britanic.

Paradoxul lui Russell sau paradoxul mulțimii tuturor mulțimilor este un paradox logic și se referă în special la teoria mulțimilor, la existența unei mulțimi a tuturor mulțimilor.
Formularea sa, de către Bertrand Russell în 1902, a marcat la un moment de criză în lumea matematicii și a logicii.
Depășirea acestui moment a condus la revizuiri, dezvoltări și chiar la apariția a noi teorii științifice.

## Istoric
În 1872, Georg Cantor, fondatorul teoriei naive a mulțimilor, consideră mulțimea drept o colecție de obiecte ce posedă o proprietate comună.
În primul volum al lucrării Grundgesetze der Arithmetik ("Legile de bază ale aritmeticii"), apărută în 1893, Gottlob Frege se exprimă într-o manieră similară, susținând că tot ce poate fi exprimat printr-o proprietate poate constitui o mulțime.
Mai mult, Frege construiește o teorie axiomatică a mulțimilor, care va sta la baza matematicii și a logicii începutului de secol XX.
Bertrand Russell își manifestă rezervele față de această teorie și pe 8 decembrie 1900, într-o scrisoare adresată lui Louis Couturat, formulează o primă versiune a paradoxului ce ulterior îi va purta numele.
Doi ani mai târziu, pe 16 iunie 1902, într-o scrisoare adresată lui Frege, Russell editează o altă versiune a paradoxului, foarte asemănătoare cu cea cunoscută astăzi, ca apoi să o publice în 1903 în celebrul său volum The Principles of Mathematics.
Publicarea paradoxului a stârnit largi ecouri în lumea științifică a epocii.
Frege scria într-o postfață a unei lucrări:

"Un om de știință nu poate să întâlnească nimic mai stânjenitor decât ceva ce, după terminarea unei lucrări, vine să zguduie unul din pilonii contrucției sale.
O scrisoare a lui Bertrand Russell m-a pus în fața unei astfel de situații, tocmai când tipărirea prezentului volum lua sfârșit."

Se pare că și Ernst Zermelo formulase anterior acest paradox (motiv pentru care mai este numit și paradoxul Zermelo-Russell), dar lui Russell îi aparține meritul de a-l fi publicat în premieră.
Referindu-se la paradox, Henri Poincaré ironizează teoria lui Giuseppe Peano despre limbajul formal construit pentru matematică precizând în termeni sarcastici:

"Finalmente, logica s-a dovedit că nu este chiar sterilă. Până la urmă a dat naștere unei contradicții."

## Enunțul paradoxului
Pentru a demonstra că teoria naivă a mulțimilor enunțată de Cantor este inconsistentă, Russell a imaginat o mulțime specială, anume mulțimea tuturor mulțimilor care nu se conțin ca element.
Notăm cu {\displaystyle {\mathcal {R}}\!} acestă mulțime, pe care o vom numi mulțime Russell.
Conform principiului terțului exclus, există două posibilități: ca {\displaystyle {\mathcal {R}}\!} să se conțină ca element sau să nu se conțină.
Să urmărim ambele situații:
- {\displaystyle {\mathcal {R}}\in {\mathcal {R}},\!}  atunci, ținând cont de modul cum a fost definită mulțimea {\displaystyle {\mathcal {R}}\!} , rezultă că {\displaystyle {\mathcal {R}}\not \in {\mathcal {R}};\!}  contradicție!
- {\displaystyle {\mathcal {R}}\not \in {\mathcal {R}},\!} atunci, având în vedere definiția mulțimii Russell, rezultă că {\displaystyle {\mathcal {R}}\in {\mathcal {R}};\!}  din nou contradicție!

Așadar, noțiunea de mulțime a tuturor mulțimilor este contradictorie.

## Variante

### Paradoxul lui Russell, varianta cu predicate, 1905
Orice predicat își aplică propria lui proprietate, sau îi este aplicată din exterior.
Dacă un predicat își aplică propria lui proprietate, vom spune că el are proprietatea predicabil; în caz contrar, vom spune că el este impredicabil. Însă predicabil și impredicabil sunt la rândul lor predicate, astfel că putem face același raționament și despre ele. În particular, impredicabil este sau predicabil, sau impredicabil.
Dacă impredicabil este predicabil, atunci el își aplică propria lui proprietate, deci este impredicabil. Dacă impredicabil este impredicabil, atunci își aplică propria lui proprietate și, deci,  este predicabil. În fapt este un semiparadox deoarece dacă se ia formal în considerare o proprietate, ea nu poate fi decât predicabilă, noțiunile în sine fiind în exclusivitate o abstractizare a minții umane.

### Paradoxul bărbierului
În 1919, Russell a formulat o versiune simplă și amuzantă a paradoxului său:

Figaro, bărbierul satului, încheie un contract cu primăria conform căruia el trebuie să servească numai pe acei care nu se bărbieresc singuri.
Se pune problema: Cine îl bărbierește pe Figaro?

Avem posibilitățile:
- Dacă Figaro se bărbierește singur, atunci conform convenției, nu îl mai bărbierește pe Figaro. Contradicție!
- Dacă Figaro nu se bărbierește singur, atunci conform înțelegerii, îl bărbierește pe Figaro. Din nou, contradicție!

### Paradoxul poștașului
Într-un sat, poștașul aduce corespondența numai sătenilor care nu pot veni la oficiul poștal să-și ridice corespondența.
Poate poștașul să-și ridice singur scrisorile?
Aceasta este de fapt o variantă a paradoxului bărbierului.

### Paradoxul cataloagelor
Biblioteca Națională solicită tuturor bibliotecilor din țară să întocmească cataloage cu lista tuturor publicațiilor găzduite de fiecare.
Unele biblioteci includ în acea listă și titlul catalogului.
Responsabilul de resort din cadrul Bibliotecii Naționale întocmește la rându-i două astfel de cataloage: unul cu cataloagele care se conțin ca titlu și altul cu cele care nu se conțin.
Se pune problema: în care din acestea două poate fi inserat titlurile celor două cataloage ale cataloagelor?

### Paradoxul colecționarului
O persoană vrea să întocmească o colecție de lucruri (obiecte) care nu fac parte din nicio colecție.
Să o notăm cu {\displaystyle {\mathcal {C}}.\!}
Când colecționarul studiază ce fel de lucruri {\displaystyle {\mathfrak {l}}\!} trebuie să conțină această colecție, are de analizat cazurile:
- {\displaystyle {\mathfrak {l}}\in {\mathcal {C}}.\!} Atunci {\displaystyle {\mathfrak {l}}\!} nu trebuie să figureze în nicio colecție conform definiției, deci nici în colecția {\displaystyle {\mathcal {C}}.\!} Contradicție!
- {\displaystyle {\mathfrak {l}}\not \in {\mathcal {C}}.\!} Atunci, conform definiției, {\displaystyle {\mathfrak {l}}\!} trebuie să se afle într-o colecție, deci nu mai avem contradicție.

În acest caz, avem de-a face cu un semi-paradox.

## Studiul riguros al paradoxului
Mecanismul paradoxului este demontat în trei elemente: 
- libertatea excesivă în formarea mulțimilor în teoria lui Cantor.
- autoreferința, cea care constituie un tip de cerc vicios
- negația existentă într-o definiție de tipul: mulțimea tuturor mulțimilor care nu își aparțin.

## Însemnătatea paradoxului
Deși a generat un moment de criză, paradoxul lui Russell a condus la realizarea unor progrese în anumite ramuri ale matematicii.
S-a pus problema dacă un sistem axiomatic precum cel al lui Zermelo-Fraenkel este supus contradicțiilor și dacă este suficient de tare pentru a demonstra sau confirma orice prepoziție.
Ulterior s-a constatat că acest tip de probleme nu sunt de natură pur matematică, ci mai degrabă de limbaj și de structură a matematicii.
Astfel se naște o disciplină logico-matematică, numită metamatematică, acesta reprezentând cel mai mare progres din domeniul epistemologiei datorat paradoxului lui Russell.
Printre fondatorii acestui nou domeniu se pot enumera: David Hilbert (prin programul lui Hilbert, 1920 - 1922), Kurt Gödel (prin teorema de incompletitudine, 1931) și Willard Van Orman Quine (prin teoria stratificării).